# La notte del giudizio
La notte del giudizio (The Purge) è un film del 2013 scritto e diretto da James DeMonaco.
La pellicola, ambientata in un futuro distopico, ha dato il via all'omonima serie cinematografica.

## Trama
In un futuro distopico, gli Stati Uniti sono una nazione rinnovata, governata dal partito dei Nuovi Padri fondatori. Per mantenere i tassi di criminalità e disoccupazione bassi, il governo ha istituito una ricorrenza annuale chiamata lo "Sfogo", durante la quale, per un periodo di dodici ore, tutti i servizi sanitari e di pubblica sicurezza vengono sospesi e tutte le azioni criminali, incluso l'omicidio, diventano legali. Le uniche due regole stabiliscono il divieto di aggressione ai funzionari governativi di "livello 10" e il divieto di uso delle armi da guerra di grande calibro. Il periodo dello Sfogo è stato pensato dal governo come catarsi per tutti i cittadini americani, un rito per liberarsi dalle frustrazioni e dalle emozioni negative, ma soprattutto è un'azione mirante a eliminare i deboli della società, come i senzatetto. 
21 marzo 2022, Los Angeles (California), 7:00 p.m. La famiglia Sandin, composta da James, un ricco imprenditore nel campo della sicurezza domestica, la moglie Mary, casalinga, e i due figli adolescenti Zoey, che si è fidanzata con un ragazzo molto più grande di nome Henry, e Charlie, che ama controllare le varie zone della grande casa con un piccolo drone radiocomandato, si riunisce nella sala principale, dove James attiva il sistema di sicurezza, sbarrando tutte le finestre e le porte. Poco più tardi, però, Henry, che si era nascosto in casa prima del blocco, tenta di uccidere James perché si oppone alla sua relazione con Zoey; James ingaggia uno scontro a fuoco nel quale il giovane viene ucciso.  
Mentre sta usando il suo drone per guardare i monitor dei sistemi di sicurezza, Charlie nota uno sconosciuto insanguinato e ferito nel giardino di casa che implora aiuto. Mosso da pietà il ragazzo gli apre, disattivando il sistema di sicurezza. James tenta di bloccare l'ingresso dello sconosciuto ma, non riuscendoci, si limita a tenerlo sotto il tiro della sua pistola. Poco dopo un gruppo di ragazzi mascherati, che si sono dati il nome di "purificatori", giunge davanti alla casa e, dopo aver tolto la corrente, danno loro un ultimatum: o consegneranno lo sconosciuto, un veterano senzatetto, o irromperanno in casa per uccidere tutti. Mentre James e Mary cercano lo sconosciuto per consegnarlo al gruppo, Charlie, in disaccordo coi genitori, lo trova grazie al suo drone e lo porta in un nascondiglio segreto; lo sconosciuto però, dopo aver tenuto in ostaggio Zoey, viene tramortito e legato da James e Mary che, poco prima di sbatterlo fuori casa, si rendono conto di essere molto diversi dai purificatori e cambiano idea. 
A ultimatum scaduto, i purificatori irrompono in casa e così i Sandin sono costretti all'uso della forza per difendersi. Nonostante uno strenuo combattimento nel quale James riesce ad uccidere cinque degli aggressori, e durante il quale anche alcuni vicini intervengono in soccorso della famiglia, il leader del gruppo riesce a ferire mortalmente James per poi venire a sua volta ucciso da Zoey. Una volta sterminati i purificatori però i Sandin scoprono che l’unico motivo per cui i vicini li hanno aiutati è che vogliono essere loro ad ucciderli perché invidiosi della loro ricchezza. A salvare Mary e i suoi figli interviene all'ultimo momento lo sconosciuto che, dopo aver preso il controllo sui vicini, fa decidere a Mary cosa fare di loro; è così che la donna decide di risparmiarli, poiché già troppe persone sono state uccise durante la notte. 
Allo scadere delle 12 ore di Sfogo, segnalato da una sirena, i vicini dei Sandin e lo sconosciuto se ne vanno. Mary, Zoey e Charlie, sopravvissuti al massacro, rimangono sull'uscio di casa a osservare i servizi di emergenza che giungono a ripulire la strada antistante il loro giardino. I titoli di coda includono l'audio delle trasmissioni televisive, che affermano che quello appena concluso è stato lo Sfogo di maggior successo mai registrato, con un numero record di omicidi compiuti, dando appuntamento agli ascoltatori al periodo di Sfogo dell'anno successivo.

## Produzione
Le riprese del film sono iniziate il 13 febbraio 2012, e sono state effettuate a Los Angeles, California.

## Distribuzione
Il primo trailer del film viene diffuso il 5 aprile 2013.
La pellicola è stata distribuita nelle sale cinematografiche britanniche e irlandesi a partire dal 31 maggio 2013, mentre in quelle italiane dal 1º agosto 2013.

## Accoglienza

### Critica
Sul sito Rotten Tomatoes riceve il 38% delle recensioni professionali positive, con un voto medio di 5,1 su 10, basato su 145 critiche, mentre su Metacritic ottiene un punteggio di 41 su 100 basato sul parere di 33 critici.

## Riconoscimenti
- 2014 - MTV Movie Awards
  - Candidatura per la performance più terrorizzante a Ethan Hawke
- 2014 - Saturn Award
  - Candidatura per il miglior film horror
- 2013 - Fright Meter Awards
  - Miglior attore non protagonista a Rhys Wakefield
- 2014 - Golden Trailer Awards
  - Candidatura per il miglior spot TV horror (spot Portal)
  - Candidatura per il miglior spot TV horror (spot Crime)
  - Candidatura per il miglior poster thriller

## Sequel e prequel
Nel 2014 è uscito il sequel del film, intitolato Anarchia - La notte del giudizio, e nel 2016 La notte del giudizio - Election Year. Un prequel, intitolato La prima notte del giudizio (The First Purge), è uscito invece nelle sale statunitensi a partire dal 4 luglio 2018. Nel 2021 è uscito un quinto e conclusivo capitolo della saga, La notte del giudizio per sempre.

## Altri media
Dal film è tratta anche la serie televisiva The Purge.